# Легенченко, Александр Павлович
Александр Павлович Легенченко (23 апреля, 1911, Николаевская слобода, Астраханская губерния — 13 октября 2003, Волгоград) — советский, русский художник — живописец, график, член Союза художников России.

## Биография
Родился в семье портного. В конце двадцатых годов семья Легенченко переехала в Сталинград, где после окончания школы Александр поступил в Сталинградский художественный техникум; учился у Николая Николаевича Любимова, одного из основателей художественного техникума, ученика И. С. Горюшкина-Сорокопудова. Окончив техникум в 1934 году, поступил на подготовительные курсы при институте живописи, скульптуры и архитектуры Всероссийской академии художеств в Ленинграде; в 1937 году вернулся в Сталинград. Писал, участвовал в выставках. В 1941 году стал одним из первых в городе членом Союза советских художников.
В 1941 году был призван на фронт. В свободное время рисовал, чем придётся, на клочках бумаги — портреты однополчан, пейзажи. Большая часть работ военных лет не сохранилась, в 1950-е годы А. Легенченко воспроизвёл их вновь. Прошёл в боях от Севастополя до Берлина, защищал Сталинград.
В 1960-е годы в творческой командировке на строящейся Волжской ГЭС сделал серии графических работ. В 1960—1980-е годы путешествовал по Советскому Союзу, посетил некоторые города Европы; работал на даче в Подмосковье, в Доме графиков «Челюскинская».
Умер 13 октября 2003 года.